# Anoxia tristis
Anoxia tristis är en skalbaggsart som beskrevs av Edmund Reitter 1902. Anoxia tristis ingår i släktet Anoxia och familjen Melolonthidae. Inga underarter finns listade i Catalogue of Life.